# Anila Denaj
Anila Denaj, née le 18 septembre 1973 à Tirana, est une femme politique albanaise, ministre des Finances et de l'Économie du pays de janvier 2019 jusqu'à sa suspension en septembre 2021. Elle est connue sous le surnom de Bona Shala.

## Biographie

### Jeunesse et éducation
Anila Denaj naît à Tirana le 18 septembre 1973. Elle obtient son diplôme de gestion financière et bancaire à l'Université de Tirana en 1995,.

### Carrière
Anila Denaj commence à travailler pour ProCredit Banks au Salvador, en Bolivie, en Équateur, en Roumanie et au Mozambique. En octobre 2013, elle devient directrice générale du ministère albanais des Finances. Elle enseigne la gestion des ressources humaines à l’École d’administration publique à partir de 2014,.
Elle est nommée directrice générale du Fond de sécurité des soins de santé albanais en octobre 2018. Trois mois plus tard, elle est nommée ministre des Finances et de l'Économie lors d'un remaniement ministériel par le Premier ministre Edi Rama, en remplacement d'Arben Ahmetaj. En 2020, elle met en place un certain nombre de mesures visant à aider l'économie du pays à se remettre des "deux crises graves", le tremblement de terre de 2019 et la pandémie de COVID-19.
En plus de son rôle au sein du gouvernement, Anila Denaj est membre du Conseil consultatif sur le genre et le développement du Groupe de la Banque mondiale (GBM).

### Vie privée
Anitla Denaj a un fils.